# Rocca Falluca
Rocca Falluca era una città fantasma in Italia, fondata attorno alla metà dell'XI secolo e abbandonato alla fine del XVI secolo, i cui ruderi, ormai ridotti a poche pietre, sono localizzati nel territorio comunale di Tiriolo, al confine con il territorio di Settingiano.

## Etimologia
Il toponimo deriva dal nome italianizzato della nobile famiglia normanna Faloch, Falloc o Falluch che nell'XI secolo si insediò nell'Italia meridionale e divenne feudataria di un territorio nei pressi di Catanzaro, in Calabria, comprendente anche Rocca Falluca, località che da loro prese il nome.

## Storia
Il borgo era costruito attorno a un castello normanno posto sulla sommità di un ripido colle, a 350 m s.l.m., sul versante di destra della bassa valle del Corace, in posizione ottimale per il controllo del fiume e dell'istmo di Catanzaro. I primi Falloc/Falluca noti, Ugo ed Erberto, erano entrambi cavalieri normanni al seguito di Roberto il Guiscardo a cui rimasero fedeli anche durante la ribellione di Abelardo d'Altavilla, figlio del conte Umfredo. Il castello sarebbe stato uno dei tre costruiti nel 1071 per ordine del Guiscardo, il quale era intento all'assedio di Palermo, per contrastare il ribelle Abelardo d'Altavilla che si era asserragliato nella rocca di Santa Severina.
Nel 1088 Miera di Falluca, il figlio di Ugo, coinvolto nella lotta che oppose gli eredi di Roberto il Guiscardo, Ruggero e Boemondo, fu costretto ad abdicare a favore del proprio figlio Adamo. Adamo non riuscì tuttavia a conservare il feudo di famiglia che nello stesso 1088 fu diviso fra il conte Ruggero e Rodolfo di Loritello. Nel 1096 il castello di Rocca Falluca fu donato dal conte Ruggero al vescovo latino di Squillace e nel 1128 fu incorporato alla diocesi di Catanzaro; infine, all'epoca di Federico II Rocca Falluca passò ai Ruffo. Nonostante l'evidente finalità difensiva del castello, Rocca Falluca fu assalita dai Saraceni. Nel XVI secolo fu una delle pochissime località calabresi dove la popolazione, invece che aumentare, diminuì (da 141 "fuochi", ossia nuclei familiari, ad appena 18). La maggior parte degli abitanti si trasferirono nella vicina collina dove è posta l'odierna Settingiano.
In prossimità del borgo vi era il monastero di San Giuliano di Rocca Falluca, diocesi di Squillace. Nato come monastero basiliano attorno al X secolo, divenne poi abbazia benedettina e, alla fine del XII secolo, abbazia cisterciense.
Rocca Falluca diede i natali all'umanista Agazio Guidacerio (1477-1542).